# 普拉斯基堡
普拉斯基堡（Fort Pulaski）位於美國泰比島與薩凡納（喬治亞州）之間，是一座十九世紀的軍事建築。它列名為國家保護區，有著獨特的歷史淵源。普拉斯基堡在美國內戰期間被用作為戰俘營。

## 建築
在1812年戰爭以後，美國總統詹姆斯·麦迪逊為了保護美國免受外國入侵，在沿海設了一個新防衛系統。在1829年，西點一個畢業生羅伯特·李開始建築堡壘，以保護薩凡納。新堡壘要位於考克斯珀島的薩凡納河河口。
1833年，新堡壘被命名為普拉斯基堡，以紀念卡齊米日·普瓦斯基（Kazimierz Pułaski）在美國革命期間，由喬治·華盛頓指揮的波蘭戰士和軍事司令員。普拉斯基是一名著名的騎兵，參與過查爾斯頓和薩凡納的圍困戰，是美國革命中的一個重要角色。但他在1779年進攻薩凡納時喪生。
普拉斯基堡最後在1847年完成，花費達1百萬美元。用了兩千五百萬塊磚塊，花了十八年才完工，而泰比島正好是易守難攻的，再加上結實的建築工程，當時人人都相信這座堡壘是不可能被攻陷的。

## 內戰

### 前傳
在1860年12月，与堡垒一河之隔的南卡罗莱纳州脫離了美利坚合众国，喬治亞州州長約瑟夫・E. 布朗派军队奪得孤立无援的普拉斯基堡，一起加入美利堅聯盟國。
1861年12月，南軍認為堡壘東南方約一英哩遠的泰比島無險可守，又缺乏戰略價值，決定摒棄該島，這給予北軍進攻拉斯基堡的機會。北軍立刻登陸，和進佔泰比島，準備進攻堡壘。4月10日，美利坚合众国軍隊要求普拉斯基堡投降，以減少不必要的伤亡。
北軍原本打算浴血強攻普拉斯基堡，但如果如此，死傷勢必慘重。駐守泰碧島的北軍指揮官認為猛烈的砲擊可以迫使南軍主動放棄堡壘，於是他調集了36門砲在岸邊挖好砲陣地準備砲擊。
南軍評估形勢，認為不足掛慮。根據經驗，如果砲擊在七百碼以外將無法有效地破壞像普拉斯基堡的磚造堡壘，而超過一千碼則完全無法造成任何傷害。當時北軍在泰碧島的砲陣地距離堡壘至少有1760碼遠，理論上普拉斯基堡可以高枕無憂。
南軍名將羅伯特·李將軍先前曾參與堡壘建築工程，他告訴當時南軍的堡壘指揮官說北軍的砲火也許會讓守軍覺得有點熱，但是絕對無法打穿城牆。

### 圍攻

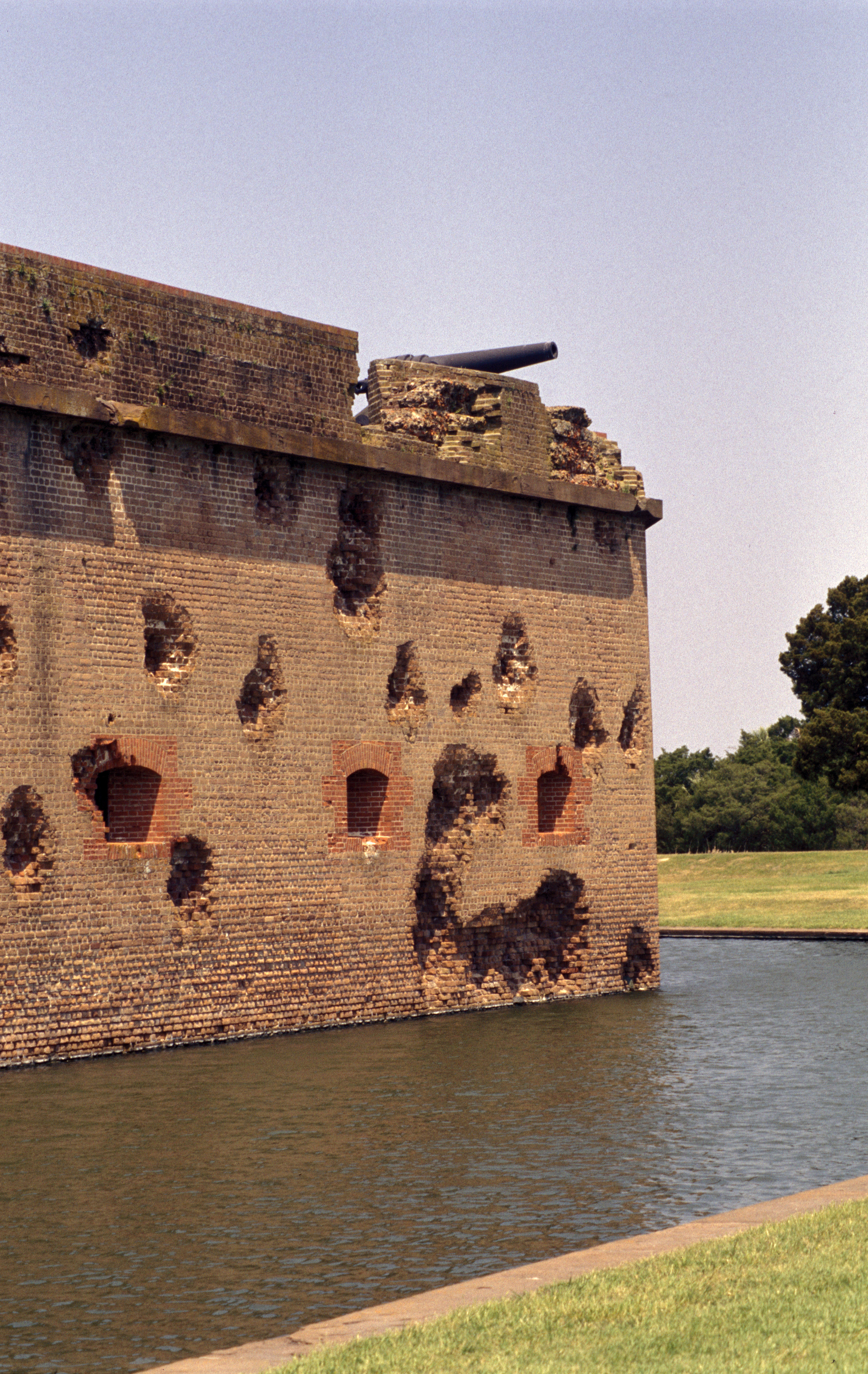
普拉斯基堡的損傷。

1862年4月10日，南軍拒絕投降，砲擊開始。南軍原本毫不在意，但他們沒算到的是北軍砲陣地裏有十門實驗中的新武器。當時傳統的加農砲沒有膛線，用的是球形的砲彈，所以射程有限。所有南軍的評估也都是基於這個假設。新式的來福加農砲（Rifle Canon）加上了膛線，用的砲彈是錐形，砲彈在砲膛內會旋轉，大大增進了射程，穿透力以及準確度。北軍第一次在戰場使用來福加農砲，效果非常驚人。到第二天中午，普拉斯基堡東南方的城牆已經被打出了大缺口。
一方面是震驚於北軍武器的威力，另一方面也是體認到北軍砲火很有可能會擊中彈藥庫而造成堡壘全人員陣亡，也了解再抵抗下去只是多拖延一點時間和多死一些人而已。在痛苦掙扎下，南軍指揮官決定投降。從砲擊開始到結束，總共才歷時三十個小時。在這場圍城之戰裏，南北雙方只各損失一條人命。
耗資百萬費時十八年的堅強堡壘竟然只撐了三十小時，所有的人都對這個結果感到驚訝。顯而易見的是傳統磚石造的堡壘無法抵抗大口徑來福加農砲的攻擊。這場戰事正式宣告了堡壘時代的結束，從此的防禦系統有了革命性的變化。而當時很多海岸堡壘還正在建構中的，也全部停止工程。在漫天烽火中見證這場變革的，就是普拉斯基堡。

## 現代
1869年和1872年間，普拉斯基堡成為了火藥庫報又放置了更重的火砲。由于堡垒已经落后于现代军事防御技术所以失去维护，20世紀起，普拉斯基堡失修，為了保存老普拉斯基堡，1924年，美國戰爭部最後宣稱普拉斯基堡由國家歷史文物卡尔文·柯立芝的總理管理。但是，直到1933年，修理才開始。
第二次世界大战前，普拉斯基堡只對外開放了一小短時間。战争期间联邦邦政府对外关闭了这个堡垒作为军用仓库或者海岸防卫站。第二次世界大战後，普拉斯基堡才恢復為公眾開放。目前普拉斯基堡是美国国家公园的景点，景点内设置有游客中心，城堡内还有一个礼品店。

## 外部連接
- 官方网站
- 美国历史建筑调查（HABS） No. GA-2158, "Fort Pulaski, Cockspur Island, Savannah vicinity, Chatham County, GA"
- HABS No. GA-2158-A, "Fort Pulaski, Visitor Center, Cockspur Island, Savannah vicinity, Chatham County, GA"
- 维基共享资源上的相關多媒體資源：普拉斯基堡